# Arrondissement Brusel-hlavní město
Arrondissement Brusel-hlavní město (francouzsky: Arrondissement de Bruxelles-Capitale; nizozemsky: Arrondissement Brussel-Hoofdstad) je jediný správní arrondissement (okres) v Bruselském regionu v Belgii. Jelikož se jedná o jediný okres Bruselského regionu, tak se obě území navzájem překrývají.
Bruselský region je rozdělen na 19 obcí, z nichž je největší a nejlidnatější město Brusel.

## Historie
Okres vznikl roku 1963 rozdělením okresu Brusel na dva okresy; okres Brusel-hlavní město a okres Halle-Vilvoorde. Tyto okresy byly součástí provincie Brabant. Roku 1995 vytvořil arrondissement Nivelles provincii Valonský Brabant a arrodissementy Halle-Vilvoorde a Lovaň provincii Vlámský Brabant. Arrondissement Brusel-hlavní město nepatří k žádné provincii, ale patří přímo k Bruselskému regionu. Je to také jediný belgický arrondissement, v jehož čele stojí guvernér a viceguvernér.

## Obyvatelstvo
Počet obyvatel k 1. lednu 2017 činil 1 191 604 obyvatel. Rozloha okresu činí 161,38 km².